# Kétotifène
La kétotifène est une substance chimique employée comme antagoniste des récepteurs H1 de l'histamine. Elle est utilisée dans le traitement de l'allergie, de l'asthme, du rhume des foins et de l'angiœdème.
Elle est commercialisée sous forme de fumarate de kétotifène.